# Wiehlenarius boreus
Espèce
Wiehlenarius boreus est une espèce d'araignées aranéomorphes de la famille des Linyphiidae.

## Distribution
Cette espèce est endémique de Russie. Elle se rencontre en Sibérie.

## Publication originale
- Eskov, 1990 : New monotypic genera of the spider family Linyphiidae (Aranei) from Siberia: Communication 2. Zoologičeskij Žurnal, vol. 69, no 1, p. 43-53.